# Jan van Leeuwen (Informatiker)
Jan van Leeuwen (* 17. Dezember 1946 in Waddinxveen) ist ein niederländischer theoretischer Informatiker.

## Leben
Van Leeuwen absolvierte 1969 sein Doctoraalexamen und wurde 1972 an der Universität Utrecht bei Dirk van Dalen promoviert (Rule-Labeled Programs: A Study of a Generalization of Context-Free Grammars and Some Classes of Formal Languages). Als Post-Doktorand war er an der University of California, Berkeley und 1973/74 und 1975/76 war er Assistant Professor an der State University of New York in Buffalo. 1976/77 war er Associate Professor an der University of Pennsylvania und seit 1977 Professor für Informatik an der Universität Utrecht. 1977 bis 1983 und 1991 bis 1994 stand er der Fakultät vor und 1994 bis 2009 war er Dekan der Fachbereiche Informatik und Mathematik.
Er ist seit 1992 Mitglied der Königlich Niederländischen Akademie der Wissenschaften und seit 2006 der Academia Europaea. 2008 erhielt er als einer der Wegbereiter der Algorithmik, das Ehrendoktorat der Rheinisch-Westfälischen Technischen Hochschule Aachen. Am 1. Dezember 2011 wurde er aus seiner Professur emeritiert.
Van Leeuwen war Herausgeber des Handbook of Theoretical Computer Science. 1996 erhielt er die Goldmedaille der Comenius-Universität Bratislava und 1999 die Bolzano-Medaille der Tschechischen Akademie der Wissenschaften. 2009 bis 2010 war er Lorentz Fellow.
Zu seinen Doktoranden gehörten Hans Bodlaender und Mark Overmars.

## Werke (Auswahl)
Jan van Leeuwen hat mehr als 150 Aufsätze über das Design und die Analyse von Computeralgorithmen verfasst, wobei er sich auch unter anderem mit der Komplexitätstheorie befasste.
- Handbook of Theoretical Computer Science, Vol A: Algorithms and Complexity, Elsevier Science Publ/MIT Press, 1990, auch Japanisch 1994
- Handbook of Theoretical Computer Science, Vol B: Formal Models and Semantics, Elsevier Science Publ/MIT Press, 1990
- Computer Science Today, Lecture Notes in Computer Science Vol 1000, special anniversary volume, Springer-Verlag, 1995

Herausgeberschaften
- mit S. Barry Cooper: Alan Turing: His Work and Impact, Elsevier 2013